# 2. Slovenska liga ameriškega nogometa 2018
La 2. Slovenska liga ameriškega nogometa 2018 è la quinta edizione dell'omonimo torneo di football americano.
Ha avuto inizio il 9 settembre .
Mantiene il nome di "Seconda lega" nonostante la Prima lega non sia stata disputata a causa della partecipazione delle squadre slovene ai vari livelli del campionato austriaco.

## Squadre partecipanti
| Club                    | Città         | Stadio | Sponsor ufficiale | Risultato nella stagione 2017 |
| ----------------------- | ------------- | ------ | ----------------- | ----------------------------- |
| Alp Devils              | Kranj         |        |                   |                               |
| Celje Gold Diggers      | Celje         |        |                   |                               |
| Ljubljana Silverhawks 2 | Lubiana       |        |                   |                               |
| Murska Sobota Storks    | Murska Sobota |        |                   |                               |

## Stagione regolare

### Calendario

#### 1ª giornata
| Bakovci 9 settembre 2018, ore 14:00 | Alp Devils | 20 – 17 | Celje Gold Diggers |  |

| Bakovci 9 settembre 2018, ore 16:00 | Murska Sobota Storks | 8 – 26 | Ljubljana Silverhawks 2 |  |

#### 2ª giornata
| Žalec 16 settembre 2018, ore 14:00 | Alp Devils | 27 – 0 | Ljubljana Silverhawks 2 | Sportni Center |

| Žalec 16 settembre 2018, ore 16:00 | Celje Gold Diggers | 20 – 6 | Murska Sobota Storks | Sportni Center |

#### 3ª giornata
| Gunclje 23 settembre 2018, ore 14:00 | Alp Devils | 27 – 6 | Murska Sobota Storks | Stadion Oval |

| Gunclje 23 settembre 2018, ore 16:00 | Ljubljana Silverhawks 2 | p – v | Celje Gold Diggers | Stadion Oval |

### Classifica
La classifica della stagione regolare è la seguente:
- PCT = percentuale di vittorie, G = partite giocate, V = partite vinte, P = partite perse, PF = punti fatti, PS = punti subiti

| Pos. | Squadra                 | PCT   | G | V | P | PF   | PS   |
| ---- | ----------------------- | ----- | - | - | - | ---- | ---- |
| 1    | Alp Devils              | 1.000 | 3 | 3 | 0 | 74   | 23   |
| 2    | Celje Gold Diggers      | .667  | 3 | 2 | 1 | 37+? | 26+? |
| 3    | Ljubljana Silverhawks 2 | .333  | 3 | 1 | 2 | 26+? | 35+? |
| 4    | Murska Sobota Storks    | .000  | 3 | 0 | 3 | 20   | 73   |

## Finali

### Finale 3º - 4º posto
| Rateče 30 settembre 2018, ore 12:00 | Ljubljana Silverhawks 2 | 14 – 28 (8-6 6-16 0-0 0-6) | Murska Sobota Storks | Planica Nordic |

### Finale
| Rateče 30 settembre 2018, ore 14:00 | Alp Devils | 20 – 3 | Celje Gold Diggers | Planica Nordic |

## Verdetti
- Alp Devils Campioni della 2. Slovenska liga ameriškega nogometa